# Тьонсберг
Тьо̀нсберг (на норвежки: Tønsberg, на норвежки се изговаря по-близко до Тьонсбер) е град и едноименна община в Южна Норвегия. Разположен е на брега на Северно море във фиорда Ослофьор, фюлке Вестфол на около 85 km южно от столицата Осло. Първите сведения за града като населено място датират от 871 г. Получава статут на община на 1 януари 1838 г. Има ЖП гара и пристанище. Градът има население от 52 419 жители според данни от преброяването към 2019 г.

## Побратимени градове
- Коварубиас, Испания
- Евора, Португалия
- Исафьордюр, Исландия
- Йоенсуу, Финландия
- Линшьопинг, Швеция
- Ламиа, Гърция
- Равена, Италия